# Kaniuk (zwyczajny)
Kaniuk (zwyczajny) (Elanus caeruleus) – gatunek średniego ptaka drapieżnego z podrodziny kaniuków (Elaninae) w rodzinie jastrzębiowatych (Accipitridae).

## Podgatunki i zasięg występowania
Kaniuk występuje w zależności od podgatunku:
- kaniuk (zwyczajny) (Elanus caeruleus caeruleus) – Półwysep Iberyjski, niemal cała Afryka i południowo-zachodnia Arabia. Sporadycznie pojawia się w Europie Środkowej. Do Polski zalatuje bardzo rzadko – stwierdzony 9 razy[10] (pierwsza obserwacja w dniu 8.05.2016[11], druga w dniach 30.05–23.06.2017[12]); wcześniejsze dwie obserwacje (1984, 2005) – choć pierwotnie uznane – zostały zweryfikowane negatywnie przez Komisję Faunistyczną Sekcji Ornitologicznej Polskiego Towarzystwa Zoologicznego[13];
- Elanus caeruleus vociferus – Pakistan, Chiny, Półwysep Indochiński i Półwysep Malajski;
- kaniuk sundajski[7] (Elanus caeruleus hypoleucus) – Filipiny, Jawa, Borneo i Sumatra;
- Elanus caeruleus wahgiensis – Nowa Gwinea. Międzynarodowy Komitet Ornitologiczny (IOC) tego podgatunku nie uznaje, a populację kaniuków z Nowej Gwinei zalicza do E. c. hypoleucus.

## Etymologia
- Elanus: zob. Elanus.
- caeruleus: łac. caeruleus lazurowo-niebieski, błękitny[14].
- vociferus: łac. vociferus „hałaśliwy, głośny”, od vociferari „krzyczeć”, od vox, vocis „głos, płacz, dźwięk”; ferre „znosić”[15].
- hypoleucus: gr. ὑπο hupo „pod, poniżej”; λευκος leukos „biały” (por. ὑπολευκος hupoleukos „białawy”)[16].
- wahgiensis: rzeka Wagi, Papua-Nowa Gwinea[17].

## Morfologia

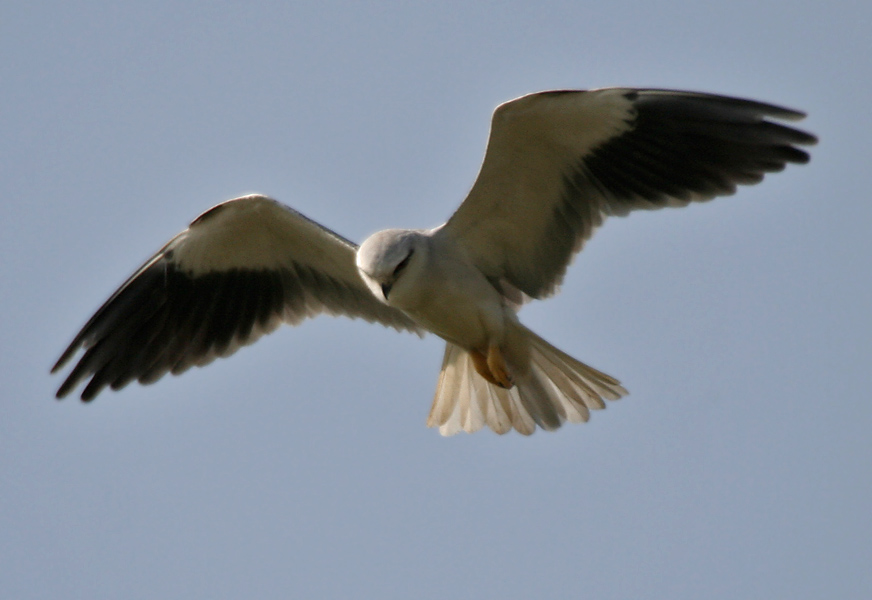
Kaniuk zawisający w powietrzu

Długość ciała 30–37 cm, rozpiętość skrzydeł 77–92 cm; masa ciała samców 197–277 g, samic 219–343 g; samice są o 3% większe i o 19% cięższe od samców. Obie płci ubarwione jednakowo. Dość duża, w stosunku do reszty ciała, głowa. Wierzch ciała jasnoszary, spód i ogon biały, skrzydła czarne. Dziób ciemny, nogi żółte, ogon z lekkim wcięciem. Oczy czerwone, nad nimi czarna brew.
Lata lekko, często szybuje ze skrzydłami uniesionymi w kształcie litery V lub też zawisa w powietrzu. Przesiaduje na gałęziach i drutach.

## Ekologia

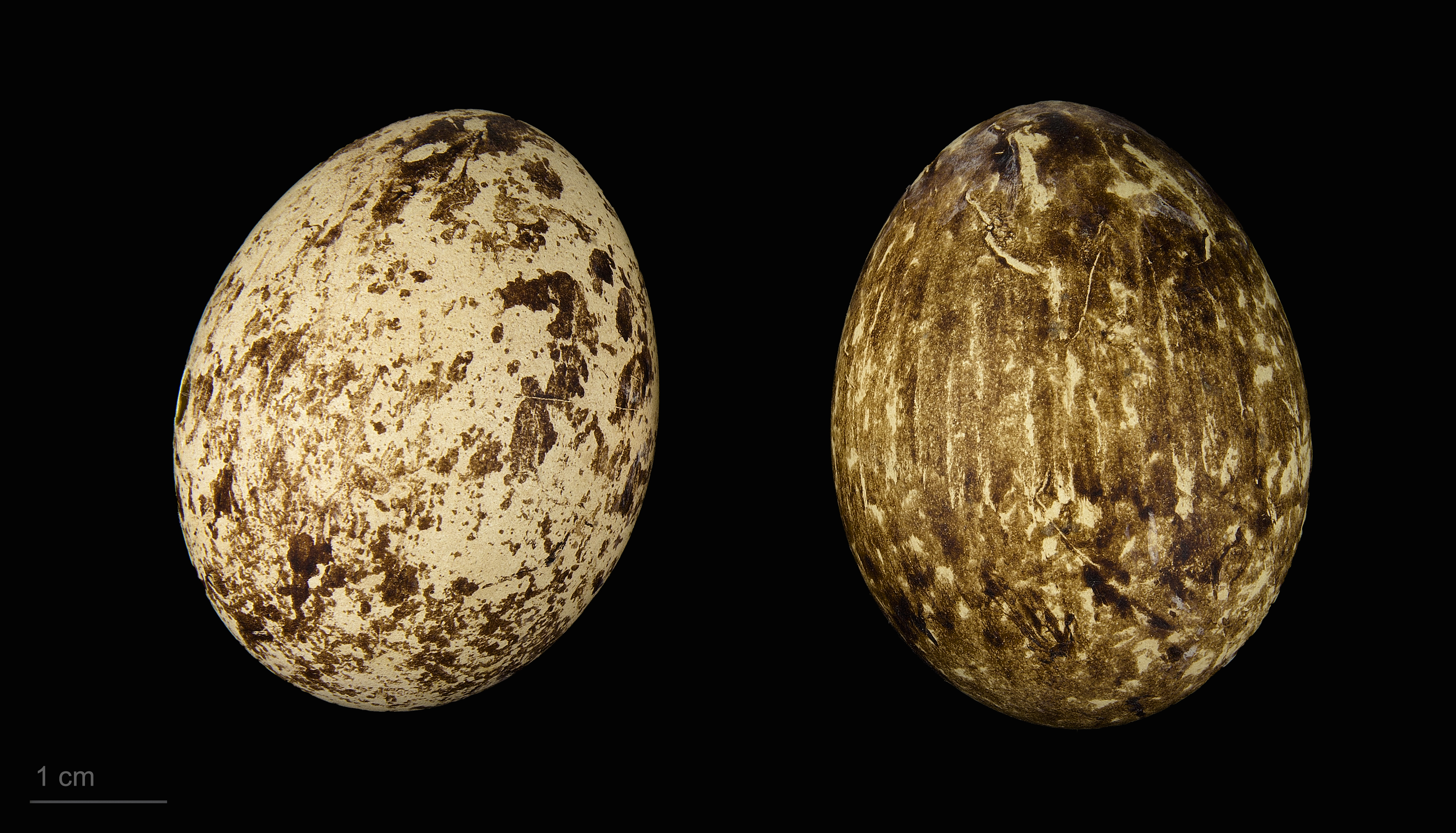
Jaja z kolekcji muzealnej

BiotopTereny otwarte z pojedynczymi drzewami.
GniazdoBuduje je nisko, w kolczastych krzewach albo na wysokości 3–20 m w rozwidleniu pnia lub gałęzi drzewa bądź na palmie.
JajaW ciągu roku wyprowadza zwykle jeden lęg, składając 3 do 5 jaj o wymiarach 39 × 31 mm. Lęg jest na północy wyprowadzany wiosną, lecz na południu zależy od ilości pokarmu. Na wielu obszarach wyprowadza więcej niż jeden lęg w sezonie.
Wysiadywanie, pisklętaJaja składane w odstępach 2 do 3 dni wysiadywane są od zniesienia pierwszego jaja przez okres 25 do 28 dni przez samicę. Pisklęta opuszczają gniazdo po 35–40 dniach.
PożywienieGłównie drobne gryzonie, także owady i gady, sporadycznie ptaki.

## Status i ochrona
W Czerwonej księdze gatunków zagrożonych Międzynarodowej Unii Ochrony Przyrody kaniuk nieprzerwanie od 1988 roku jest zaliczany do kategorii LC (ang. Least Concern – „najmniejszej troski”). W 2015 roku organizacja BirdLife International szacowała liczebność europejskiej populacji lęgowej na 1100–2600 par. Globalny trend liczebności populacji uznawany jest za stabilny, natomiast populacja europejska rośnie.
Na terenie Polski gatunek ten jest objęty ścisłą ochroną gatunkową.